# Le Corps des bêtes
Le Corps des bêtes est un roman écrit en 2017 par l'écrivaine québécoise Audrée Wilhelmy et publié par Leméac éditeur. En France, il est paru pour la première fois en mars 2018, aux éditions Grasset.

## Résumé
Dans la seule chambre d'un phare éloignée de toute civilisation, une jeune fille, Mie, attend son oncle afin qu'il l'initie à la sexualité et lui apprenne à « faire le sexe des humains ». N'ayant jamais connu que son clan immédiat – sa mère Noé, son père, son oncle, sa grand-mère et ses trois jeunes frères –, elle a appris les codes sociaux en observant les animaux, et en se glissant à l'intérieur de leur corps. C'est des bêtes qu'elle tient l'idée de s'accoupler avec son oncle, seul homme disponible – à part son père – dans ce coin de terre reculé.
Le roman tourne autour de la découverte de la sexualité de la jeune fille et, par plusieurs retours dans le passé, de celle de son oncle Osip. À travers eux on rencontre également un clan bousculé par la mer, prisonnier de la nature qui l'entoure.
Le personnage de Noé, mère de Mie, amante d'Osip, est au centre des intrigues qui se tissent entre la fillette et son oncle. Femme sauvage, distante, silencieuse, elle incarne le voyage, la féminité et le mystère pour les deux protagonistes. Ce personnage était également présent dans le premier roman de Wilhelmy, Oss.
À travers des relations marquées par le silence et par un rapport organique au monde et à la nature, c'est l'animalité des personnages (et celle du lecteur) que l'auteure explore.

## Éditions
- Le Corps des bêtes, Montréal, éd. Leméac, 2017, 160 p.[3]
- Le Corps des bêtes, Paris, éd. Grasset, 2018, 200 p.[4]
- Le Corps des bêtes, Montréal, éd. Nomade, 2021, 160 p. [5]
- The Body of the Beasts, Toronto, éd. House of Anansi Press, 2019, 160 p. Traduction de Susan Ouriou[6].

## Critique groupée
- (de) Jennifer Dummer: Literatur aus Kanada. À propos de: Wajdi Mouawad, Anima; Le Corps des bêtes; et André Alexis, Fifteen Dogs. En: 360°-Kanada. Das Magazin. no  3, Juillet 2019, Ed. 360° Medien, Christine & Andreas Walter, Mettmann  (ISSN 1869-8328)